# TE7型柴油机车
ТE7型柴油机车（俄语：ТЭ7）是苏联铁路的干线客运柴油机车车型之一。

## 发展历史
1955年，根据苏联铁道部的指示，哈尔科夫运输机械制造厂在TE3型柴油机车的基础上，开发研制了用于干线客运的TE7型柴油机车。和TE3型柴油机车相比，TE7型机车的总体结构并没有较大变化，主要差异为将牵引齿轮传动比由75：17改为66：26，持续速度由20公里/小时提高到25公里/小时，改善了起动加速性能，并改进了司机室布置和加大前窗玻璃。1957年1月至2月，首台TE7型机车在莫斯科至列宁格勒间投入运行试验；在克林—列舍特尼科沃—扎维多沃区段上，TE7型机车单机牵引总重1010吨的旅客列车，最高运行速度可达到129公里/小时。哈尔科夫工厂根据试验结果调整了车体旁承及悬挂系统等参数后，开始批量生产TE7型机车。1956年至1963年间，哈尔科夫运输机械制造厂和伏罗希洛夫格勒内燃机车制造厂累计生产了113组（226台）TE7型柴油机车。
TE7型机车于1957年底正式投入运用，初期主要用于担当莫斯科至列宁格勒、基辅的特快旅客列车牵引任务，从莫斯科到列宁格勒全程650公里的运行时间缩短到6小时20分钟。从1963年夏季开始，TE7型机车的运用范围逐步扩大，开始在小雅罗斯拉韦茨—基辅—日梅林卡、斯摩棱斯克—明斯克—布列斯特、明斯克—维尔纽斯—加里宁格勒等线路上运行。TE7型柴油机车于1990年代陆续报废。

## 技术特点
TE7型柴油机车的总体结构与TE3型机车相同，采用非承载式车体，车体各项载荷全部由底架承担，车体侧墙和顶盖不参与承载，底架和车体重量通过旁承由两台三轴转向架支承，牵引力和制动力通过心盘传递。转向架采用铸钢件及钢板焊接结构，一系悬挂由螺旋弹簧、钢板弹簧、均衡梁等组成，每个轴箱设有两个圆柱滚子轴承。牵引电动机采用抱轴式半悬挂安装方式，通过单边直齿轮驱动轮对，牵引传动齿轮比为2.54（66：26）。改变传动齿轮比后，机车持续速度由20公里/小时提高到25公里/小时，持续牵引力由2×20,200公斤下降到2×11,600公斤，构造速度由100公里/小时提高到115公里/小时。此外，TE7型机车改为采用适合旅客列车的制动装置和车钩缓冲装置，闸瓦制动倍率由0.38调整为0.8。
每节机车装用一台2Д100型柴油机，为二冲程、10气缸、非增压的立式柴油机，其原型为美国费尔班克斯-莫尔斯公司（Fairbanks-Morse）的38D8⅛″型船用柴油机，2Д100型柴油机具有对置式活塞，上、下两根曲轴通过垂直传动装置连结在一起，并由下曲轴输出功率，额定转速为每分钟850转，装车功率为2000马力。柴油机采用循环水冷却，机车后部的冷却室内布置着两个独立的离心式水泵冷却水系统，其中36个散热器单节用于冷却机油热交换器中的循环水，另外24个散热器单节用于冷却柴油机的的循环水。冷却室顶部设有一个大型轴流式风扇，用于冷却散热器单节。
TE3型柴油机车采用直—直流电传动，柴油机直接驱动一台直流发电机，输出直流电并供给牵引电动机。牵引发电机为МПТ-99/47型他励直流发电机，额定功率为1350千瓦。牵引电动机为ЭДТ-200А型直流电动机，额定功率206千瓦，每台转向架上的三台牵引电机采用并联连接，然后分两组串联连接。机车采用КВ-16А-12型司机控制器，调速器设有16个工作位置对应于不同模式，控制柴油机转速由每分钟400转（0位）到最高每分钟1850转（16位）。每节机车设置了一台КТ-6型三缸二级空气压缩机，输出风量为每小时5.3～5.7立方米，为制动系统总风缸、汽笛、气动雨刷器等供应压缩空气。

## 参看
- TE1型柴油机车
- TE2型柴油机车
- TE3型柴油机车